# Houdelmont
Houdelmont é uma comuna francesa na região administrativa de Grande Leste, no departamento de Meurthe-et-Moselle. Estende-se por uma área de 3,85 km². Em 2010 a comuna tinha 248 habitantes (densidade: 64,4 hab./km²).